# Garancières
Garancières es un pueblo y comuna en el departamento de Yvelines, en el norte de Francia. Se encuentra en la llanura de Montfort-l'Amaury a 32 km al oeste de Versalles, la prefectura, y 26 km de Rambouillet, la subprefectura. Pertenece a la diócesis de Chartres.
Situado al norte del bosque de Rambouillet, cominicado por la Nacional 12 y el ferrocarril París-Dreux, Garancières está rodeado de 1000 hectáreas de bosques, huertos y tierras de cultivo.

## Geografía
Limita con las comunas de Villiers-le-Mahieu al noreste, Autouillet al noreste, Boissy-sans-Avoir  al este, La Queue-lez-Yvelines al sur, Millemont al suroeste, Orgerus al oeste y Flexanville noroeste. 
Atraviesan el municipio, al sur y en dirección este, el arroyo de Millemont y el de Les Fontaines, proveniente de La Queue-lez-Yvelines, que se unen en Garancières para seguir rumbo a Boissy-sans-Avoir. 
El municipio cuenta con tres carreteras regionales:
- la carretera 42, que conduce hacia el este a Boissy-sans-Avoir y Neauphle-le-Vieux y hacia el oeste a Béhoust y más allá, a Septeuil,
- la carretera 155, llamada calle Siou Louis o ruta de la Estación, que conduce a La Queue-lez-Yvelines,
- la carretera 197, que comienza cerca de la estación y cruza el sur del municipio para diregirse a Millemont y la carretera nacional 12.

La estación de tren es la estación más cercana está en el mismo Garancières, recibe el nombre de Garancières - La Queue.

## Demografía
| 902 | 1025 | 1193 | 1392 | 1923 | 2242 |
| Para los censos de 1962 a 1999 la población legal corresponde a la población sin duplicidades (Fuente: INSEE [Consultar]) |      |      |      |      |      |

## Historia
- Garancières está considerada como uno de los principales yacimientos del Paleolítico en la cuenca de París; se han encontrado restos líticos.
- Citada en el año 799 en el políptico de Irnunon bajo el nombre de "Warenceras".
- Se escribía Garencières hasta el año 1900.[5]

## Economía
Antiguo pueblo viticultor, su economía depende en parte de la agricultura, con cultivos forrajeros, remolachas y huertos, y en parte de la ganadería. En el municipio hay varias industrias y un aserradero.
En los últimos tiempos está desarrollando una economía dependiente del ecoturismo, con la explotación de un camping y varias rutas de senderismo.

## Patrimonio artístico
- Iglesia de San Pedro: construcción de piedra del siglo XII, incluido en la lista de monumentos históricos el 17 de febrero de 1950.[6] La fundación de la primera iglesia en el territorio comunal se remonta al siglo VIII, pero los vestigios más antiguos son los de un edificio de planta basilical construido el siglo XII.[7]
- Castillo del Moulinet, reconstruido en 1750.[5]
- Restos de un antiguo palomar, la torre de Fresnay; el resto del edificio fue destruido en 1914.[5]
- Pilón del siglo XVII.
- Castillo de Breuil, del siglo XVI, un antiguo pabellón de caza real ahora convertido en hotel.[8]

## Ciudades hermanadas
- Scheden: una ciudad de 2000 habitantes perteneciente al distrito de Göttingen, en la Baja Sajonia (Alemania).